# Гевань
Гевань, Гевані (рум. Găvani) — село у повіті Бреїла в Румунії. Входить до складу комуни Джеменеле.
Село розташоване на відстані 156 км на північний схід від Бухареста, 22 км на захід від Бреїли, 146 км на північний захід від Констанци, 31 км на південний захід від Галаца.

## Населення
За даними перепису населення 2002 року у селі проживали 223 особи, з них 222 особи (99,6%) румунів. Рідною мовою 222 особи (99,6%) назвали румунську.